# NGC 5442
NGC 5442 ist eine Spiralgalaxie vom Hubble-Typ Sb im Sternbild Jungfrau auf der Ekliptik. Sie ist schätzungsweise 381 Millionen Lichtjahre von der Milchstraße entfernt und hat einen Durchmesser von etwa 135.000 Lj.

Im selben Himmelsareal befinden sich u. a. die Galaxien IC 4361, IC 4363, IC 4364, IC 4368.
Die Typ-Ia-Supernovae SN 2001U und SN 2011bz wurden hier beobachtet.
Das Objekt wurde am 11. Januar 1865 von Albert Marth entdeckt.